# Isabella Girardeau
Isabella Girardeau nata Calliari (Italia, ... – ...; fl. XVIII secolo) è stata un soprano italiano chiamata anche "La Signora Isabella".

## Biografia

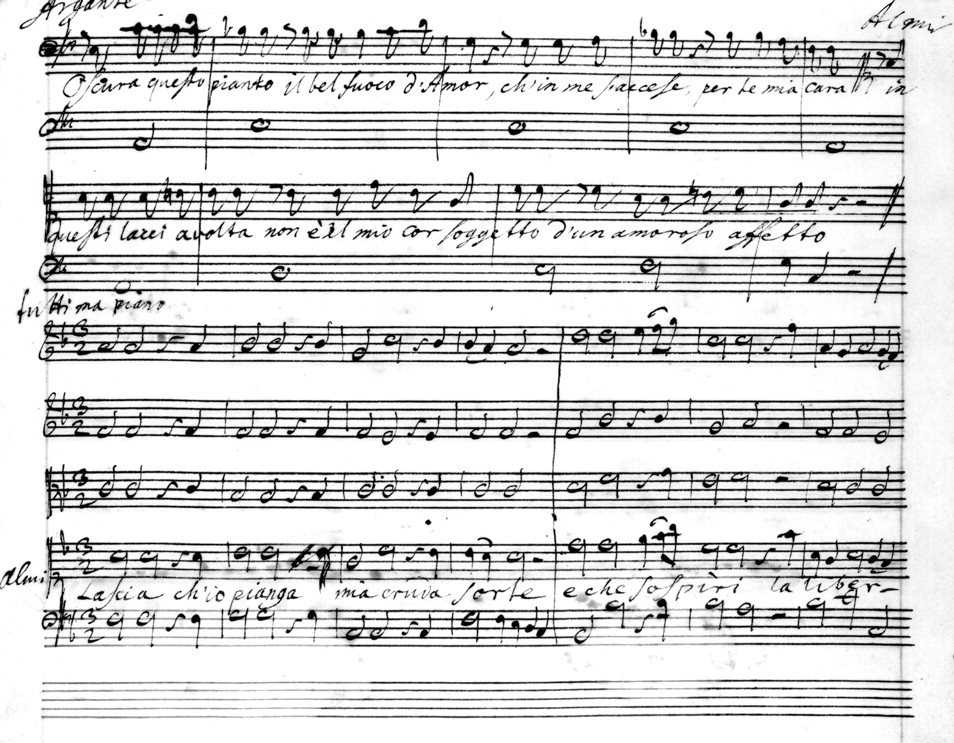
Prime misure di Lascia ch'io pianga autografe di Händel, il brano interpretato da Isabella Girardeau

Si esibì a Londra tra la fine del 1709 e il 1712 o 1720. Sostituì  Joanna Maria Lindelheim, chiamata The Baroness, all'Haymarmet theatre.
Fece il suo debutto sul palcoscenico a Londra come Celinda nella prima mondiale di Almahide di Giovanni Bononcini il 10 gennaio 1710.
Nel tardo 1710 o all'inizio del 1711 cantò  in un concerto offerto negli appartamenti della Duchessa di Shrewsbury a Kensington Palace.
Nel 1711 Girardeau fu al Queen's Theatre di Londra come Climene in Pirro e Demetrio di Alessandro Scarlatti, Fronima nell'Etearco di Bononcini, fu Mandana in La Isabella di Francesco Mancini.
Fu Almirena nel Rinaldo di Händel, prima opera da lui scritta in italiano per il pubblico inglese. esibendosi nel famoso Lascia ch'io pianga.
Ebbe quindi una parte nell'Antioco di Gasparini e successivamente nell'Amleto. Nel 1712 fece le sue ultime apparizioni sul palco di cui v'è notizia come Oronte in Antioco e Veremonda di Francesco Gasparini nell'Amleto di Gasparini.